# Garbagnate Milanese
Garbagnate Milanese là một đô thị ở tỉnh Milano, vùng Lombardia của Italia, khoảng 15 km về phía tây bắc của Milano. Tại thời điểm ngày 31 tháng 12 năm 2004, đô thị này có dân số 27.167 và diện tích là 8,9 km².
Đô thị Garbagnate Milanese gồm cácfrazioni (đơn vị cấp dưới, chủ yếu là thôn làng) Bariana and Santa Maria Rossa.
Garbagnate Milanese giáp các đô thị sau:Caronno Pertusella, Cesate, Lainate, Senago, Arese, Bollate, Baranzate.